# Nucleus cochlearis

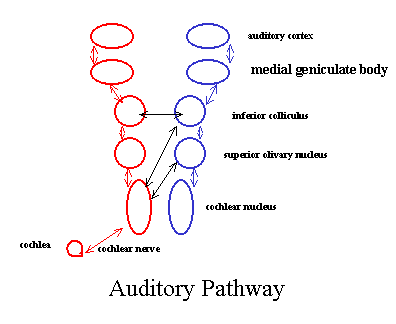
Lage der beiden Nuclei cochleares innerhalb der Hörbahn.

Die Nuclei cochleares („Schneckenkerne“) sind zwei Kerngebiete (Nuclei) im Hirnstamm, die der ersten Umschaltung der Hörbahn dienen. Die Afferenzen verlaufen im Nervus cochlearis (Teil des VIII. Hirnnervens), der Hörinformationen des Corti-Organs aus dem Innenohr zum Gehirn leitet. Man unterscheidet zwei Schneckenkerne, die sich am Boden der Rautengrube von der Medulla oblongata bis zum Pons erstrecken:
- Nucleus cochlearis anterior (vorderer Schneckenkern)
- Nucleus cochlearis posterior (hinterer Schneckenkern)

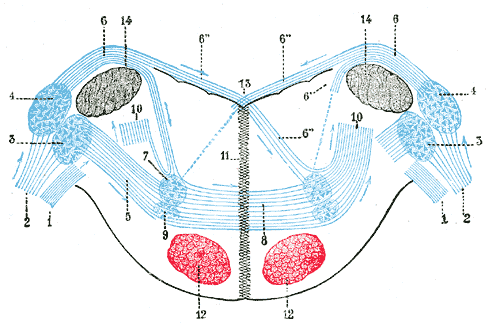
Schema eines Querschnitts durch das Rautenhirn mit 4. Ventrikel (13) in Höhe der VIII Nervi vestibulares (1) und cochleares (2) sowie der vorderen (3) und hinteren (4) Schneckenkerne – blau dargestellt sind Faserzüge der Hörbahn zum Nucleus olivaris superior (obere Olive, 7), zumeist im Corpus trapezoideum (Trapezkörper, 8) kreuzend und weiter als Lemniscus lateralis (10) aufsteigend. Die Nuclei corporis trapezoidei (9) sind in den Trapezkörper eingelagert.
Gezeigt ist nur eine Hälfte der über die Mittellinie (Raphe, 11) kreuzenden Fasern; rot dargestellt sind die Tractus der absteigenden Pyramidenbahn (12).

## Nucleus cochlearis anterior
Die meisten Efferenzen des vorderen Schneckenkerns kreuzen auf die andere Hirnseite (kontralateral) und formen dabei eine auf der Unterseite des Gehirns von außen sichtbare Querstruktur, das Corpus trapezoideum. Anschließend verlaufen die meisten Axone im Lemniscus lateralis zum jeweiligen unteren Hügel (Colliculus inferior) der Vierhügelplatte (Lamina quadrigemina). Ein Teil der Efferenzen zieht zum Corpus geniculatum mediale und von dort über die Hörstrahlung zur Hörrinde.
Ein Teil der Fasern zieht vom Corpus trapezoideum zu den Augenmuskelkernen (Nucleus nervi abducentis, Nucleus nervi oculomotorii und Nucleus nervi trochlearis). Über diese Nervenbahnen werden reflektorisch Blickbewegungen auf eine Geräuschquelle vermittelt.
Bei einer einseitigen Schädigung des Kerns ist das Richtungshören gestört und das Hörvermögen auf der gleichen Seite herabgesetzt (Hypakusis).

## Nucleus cochlearis posterior
Die Efferenzen des Nucleus cochlearis posterior kreuzen in den Striae medullares ebenfalls zu Gegenseite und verlaufen im Lemniscus lateralis zum kontralateralen unteren Hügel.